# Fontana di Piazza delle Cinque Scole
Fontana di Piazza delle Cinque Scole, även benämnd Fontana del Pianto, är en fontän på Piazza delle Cinque Scole i Rione Regola i Rom. Fontänen designades av skulptören Giacomo della Porta år 1591 och stod ursprungligen på den närbelägna Piazza Giudea. Fontänen förses med vatten från Acqua Paola.

## Beskrivning
Påve Gregorius XIII gav Giacomo della Porta i uppdrag att formge fontänen men själva stenhuggeriarbetet utfördes inte förrän 1591–1593 av Pietro Gucci med vit marmor från Serapis tempel på Quirinalen.
Fontänen har två brunnskar; det övre har gorgonansikten, vilka sprutar vatten. 
Beteckningen ”Cinque Scole” syftar på Roms tidigare fem synagogor: den kastilianska, den katalanska, den sicilianska, den nya och den italienska. Tillnamnet ”Pianto” åsyftar den närbelägna kyrkan Santa Maria del Pianto.
I samband med saneringen av Roms getto i slutet av 1800-talet nedmonterades fontänen och återuppställdes på sin nuvarande plats år 1930.

## Bilder
| - Detalj med gorgon. - Piazza delle Cinque Scole. Markeringen på torget anger fontänens ursprungliga plats. - Piazza delle Cinque Scole på en karta från år 2021. |